# Synaxaire de Constantinople
Le Synaxaire de Constantinople (ou Synaxaire de la Grande Église)  est une collection grecque de brèves notices de saints commémorés dans les églises de Constantinople classés par fête. Chaque notice contient une courte biographie ainsi que la date et le lieu de la commémoration (synaxe). Il contient également des descriptions de processions liturgiques dans la ville. Il a été commandé par l'empereur Constantin VII pendant son seul règne (944–959) et compilé par le diacre et bibliothécaire Evariste. C'est une source importante pour la topographie urbaine de Constantinople.
Les avis sont de caractère hagiographique et font rarement plus d'un paragraphe. Ce sont généralement des résumés de vies de saint plus longues. L'accent est mis sur le martyre. Le dernier saint inclus est le patriarche Antoine II de Constantinople, décédé en 901. Certaines recensions du Synaxaire du XIIe siècle et plus tard comprennent des vers des poèmes hagiographiques de Christophe de Mytilène. Il existe plus de 300 copies manuscrites du Synaxaire. Une traduction arabe a été réalisée au XIe siècle pour la communauté orthodoxe. Il contient quelques saints orthodoxes arabes (melkites) supplémentaires. Joseph, un diacre de Constantinople, aurait fait une traduction arménienne en 991-992, qui a servi de base au Synaxaire de Ter-Israël utilisé par l'Église arménienne composé vers 1240. Aux XIIIe et XIVe siècles, des traductions en slavon d'Église sont produites.
Le Synaxaire de Constantinople était souvent transmis avec des rubriques liturgiques pour aider à la célébration de l'office quotidien. Dans la tradition monastique, il était parfois associé au typikon.  Les lectures du Synaxaire sont aussi incorporées dans le menaion. Le plus grand nombre de manuscrits, cependant, ne contiennent pas de telles rubriques et représentent le Synaxaire original.